# Anne Cavendish
Anne Cavendish, comtesse d'Exeter (c.1649-1704), est l'épouse de John Cecil (5e comte d'Exeter).

## Biographie
Elle est la seule fille de William Cavendish (3e comte de Devonshire), et de son épouse, Elizabeth Cecil, et est né à Latimer, Buckinghamshire, la maison de sa grand-mère, Christian Cavendish, où ses parents vivent à l'époque parce que leur château de Chatsworth a été séquestré par le Parlement.
Elle épouse en 1662, Charles, Lord Rich, fils de Charles Rich (4e comte de Warwick). Le couple n'a pas d'enfants, et Lord Rich meurt en 1664.
Elle se remarie avec le comte d'Exeter, alors connu sous le nom de Lord Burghley, le 2 mai 1670. Leur fils John Cecil, devient le 6e comte. leur fille Elizabeth (1687-1708), devient plus tard comtesse de Orrery.
Le comte et la comtesse vivent à Burghley House, où le comte accumule une grande collection d'œuvres d'art à la suite de ses voyages en Europe. La comtesse rejoint son mari sur trois tournées européennes. Un portrait d'elle, par Godfrey Kneller, est exposé dans la "salle à manger brune" à Burghley.